# Henriette Willebeek le Mair
Henriette Willebeek le Mair (Róterdam, 23 de abril de 1889 – La Haya, 15 de marzo de 1966) fue una ilustradora de libros infantiles holandesa.

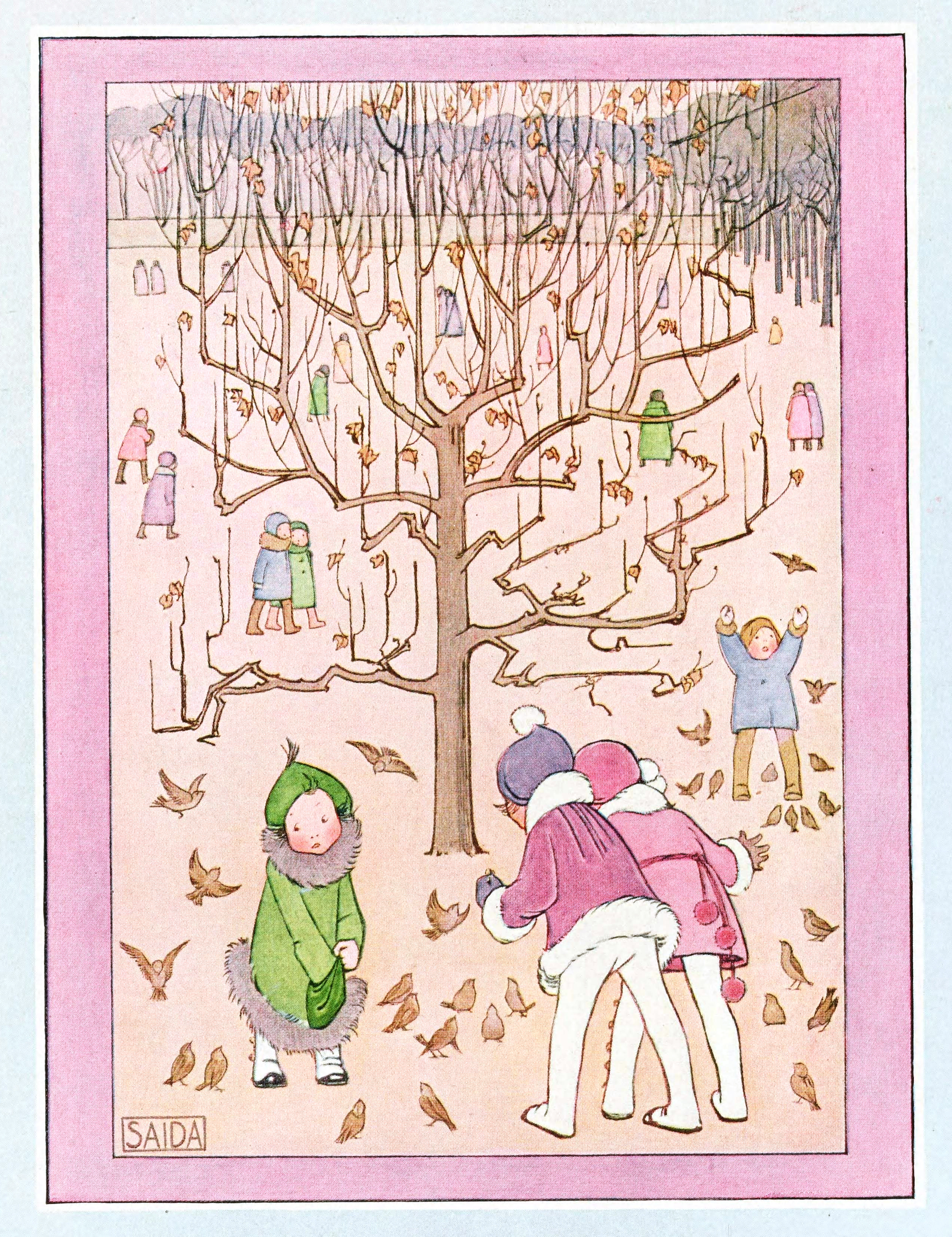
Babes in the Wools, de Saida, de una serie de anuncios que ilustró para la marca estadounidense de detergentes Fab.

## Trayectoria
Sus padres, ambos artistas, tuvieron una gran influencia en su desarrollo desde la infancia, escribiéndole versos para que ella los ilustrara. Más adelante, el ilustrador francés Louis-Maurice Boutet de Monvel desempeñó un papel importante en su formación artística. A los 15 años, viajó con sus padres a París para conocerlo y recibir orientación. A partir de entonces, regresó anualmente para continuar su aprendizaje con él. Siguiendo su consejo, estudió en la Academia de Arte de Rotterdam entre 1909 y 1911 y complementó su formación con clases particulares de dibujo.
Sus primeras ilustraciones se publicaron en 1904 y, al año siguiente, colaboró con su madre en una serie de tres libros. Su etapa más productiva como ilustradora se desarrolló entre 1911 y 1917, periodo en el que su trabajo apareció en postales, porcelana infantil y libros. Especializada en acuarela, utilizaba esta técnica para resaltar sus dibujos, caracterizados por su delicadeza y nivel de detalle, con colores planos y tonalidades suaves. Con frecuencia enmarcaba sus ilustraciones en cartuchos decorativos de forma ovalada o rectangular con esquinas redondeadas.
A los veinte años, dirigía una guardería y solía utilizar a sus alumnos como modelos para sus ilustraciones. En 1920, contrajo matrimonio con H.P. Baron van Tuyll van Serooskerken (1883-1958), líder de un movimiento sufí en los Países Bajos inspirado por el filósofo indio Inayat Khan. LeMair se convirtió al sufismo, adoptó el nombre de "Saida" y, junto a su marido, dedicó su vida a causas solidarias. Finalmente, se establecieron en La Haya.

## Obra
- 1904 – Premières Rondes Enfantines
- 1911 – Our Old Nursery Rhymes
- 1912 – Little Songs of Long Ago
- 1913 – Schumann’s Piano Album of Children’s Pieces
- 1913 – Grannie’s Little Rhyme Book
- 1913 – Mother’s Little Rhyme Book
- 1913 – Auntie’s Little Rhyme Book
- 1913 – Nursie’s Little Rhyme Book
- 1913 – Daddy’s Little Rhyme Book
- 1913 – Baby’s Little Rhyme Book
- 1914 – The Children’s Corner. R. H. Elkin
- 1915 – What the Children Sing
- 1915 – Little People
- 1917 – Old Dutch Nursery Rhymes. R. H. Elkin
- 1925 – Baby’s Diary
- 1925 – A Gallery of Children. A. A. Milne
- 1926 – A Child’s Garden of Verses. Robert Louis Stevenson
- 1939 – Twenty Jakarta Tales. Noor Inayat Khan
- 1946 – Christmas Carols for Young Children
- 1975 – Four & Twenty Tailors
- 1991 – Lemair Diary
- 1995 – Little Green Rhyme Book
- 1997 – Golden Days: A Book for Addresses and Days to Remember. De Henriette Willebeek Le Mair y Mair H. Le Willebeek
- 2003 – A Children's Bedtime Book
- 2003 – The Mother Goose Treasury
- 2010 – Flower Garden of Inayat Khan. Con texto de Inayat Khan
- 2015 – What the Children Sing: A Book of the Most Popular Rhymes & Games

## Reconocimientos
Aunque su producción de libros ilustrados fue limitada, su obra recibió gran reconocimiento. Un crítico contemporáneo señaló que, desde la artista británica Kate Greenaway, nadie había representado el espíritu de la infancia con tanta sensibilidad como ella.